# Пиджин
Пи́джин (англ. pidgin) — упрощённый язык, который развивается как средство общения между двумя или более этническими группами, говорящими на неродственных и/или взаимно непонятных языках, но вынужденных более или менее регулярно контактировать друг с другом в силу тех или иных объективных потребностей (см. lingua franca). Как правило, пиджин в силу этого представляет собой упрощённое средство коммуникации и, в отличие от креольского языка, не является родным языком ни одного из пользующихся им языковых сообществ, но часто изучается их представителями как второй язык.
Зачастую пиджин строится на основе лексики какого-то одного языка, но под влиянием фонетики, а также жестовых традиций сразу нескольких языков и культур он изначально бытует без каких-либо жёстких правил или грамматики (жаргон: достаточным условием его бытования в той или иной форме остаётся возможность при его посредстве обеим сторонам понимать друг друга). В силу этого его словарный запас обычно невелик (всего около полутора — двух тысяч слов) и для него чаще всего характерна высокая гибкость и изменчивость. Однако постепенно пиджин вырабатывает свои правила грамматики и нормы использования, без овладения которыми использование его невозможно.

## История

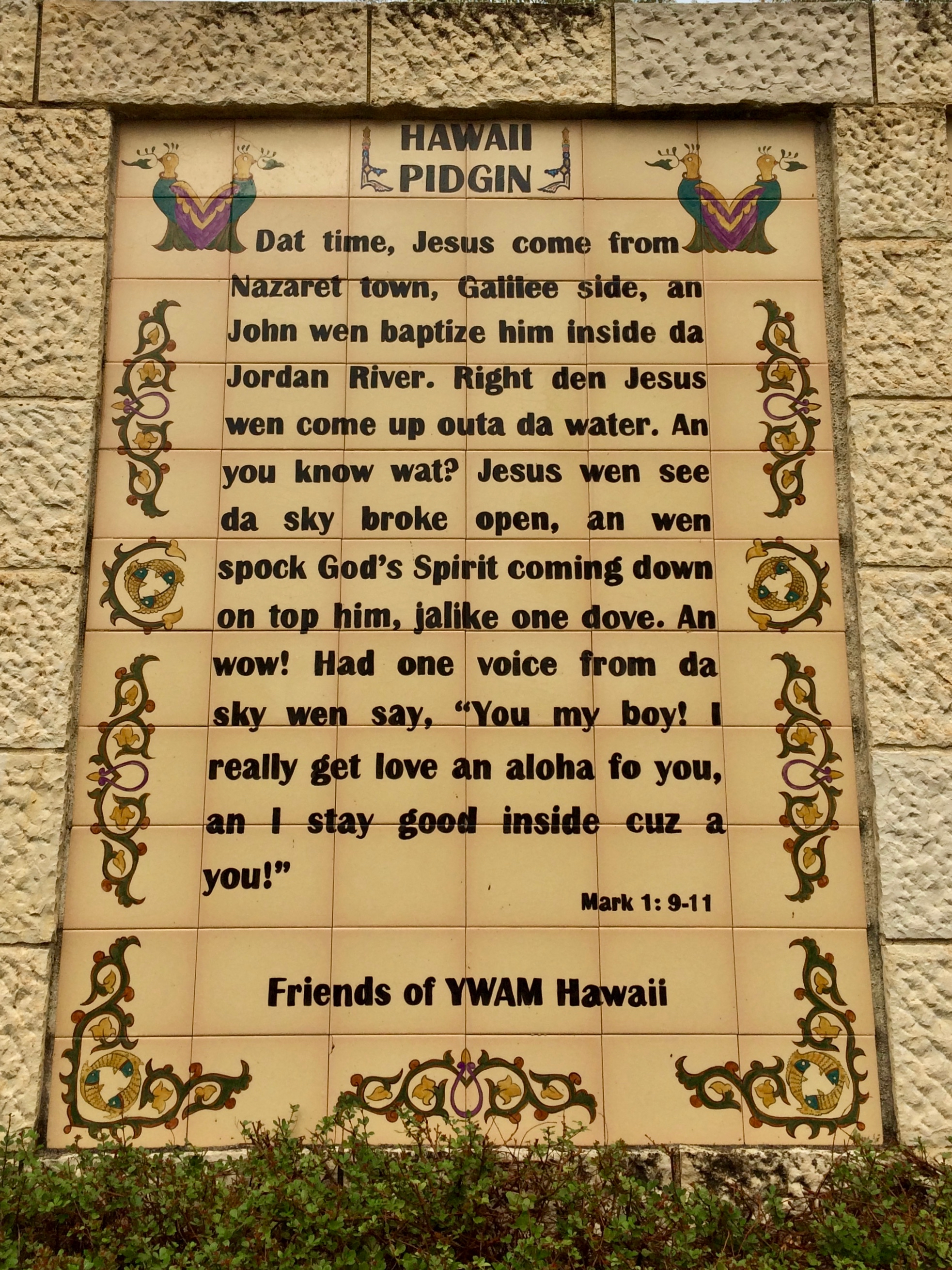
Гавайский вариант

Обычно пиджинизированные языки возникали при контактах завоевателей с местным населением завоёванных территорий (например, европейцев-колонизаторов с колонизируемыми народами) либо как средство равноправного общения (лингва-франка) — как правило, в результате и ради торговых отношений. Обычно эти квазиязыки отличаются примитивностью грамматики и разнородностью словарного запаса, функционируя лишь как средство межэтнического общения. Изначально обладая сугубо утилитарным предназначением и низкой престижностью, при определённых условиях пиджин может со временем стать довольно престижен, кодифицироваться и даже стать единственным (родным) языком для своих носителей (как это происходило, например, с детьми рабов на плантациях), функционируя как полноценный так называемый креольский язык (например, бислама и ток-писин).
На Гавайских островах пиджином является смесь азиатских языков с английским. В нём используются только простые временные формы.

## Этимология
Происхождение слова пиджин является неопределённым. Слово «пиджин» впервые появилось в печати в 1876 году, ему предшествовал термин pidgeon English, наиболее вероятная этимология этой фразы — от китайского произношения английского слова «business» (бизнес).

## Примеры пиджинов
- Бичламар
- Кяхтинский язык
- Руссенорск
- Фанагало
- Контактные языки на испанской основе (Чабакано, Паленкеро)
- Иокогамско-японский пиджин
- Западноафриканский пиджин-инглиш